# Баймырза (Акмолинская область)
Баймырза (каз. Баймырза) — село в Енбекшильдерском районе Акмолинской области Казахстана. Административный центр Баймырзинского сельского округа. Код КАТО — 114534100.

## География
Село расположено в южной части района, на расстоянии примерно 40 километров (по прямой) к югу от административного центра района — города Степняк.
Абсолютная высота — 346 метров над уровнем моря.
Климат холодно-умеренный, с хорошей влажностью. Среднегодовая температура воздуха положительная и составляет около +3,1°С. Среднемесячная температура воздуха в июле достигает +19,3°С. Среднемесячная температура января составляет около -15,3°С. Среднегодовое количество осадков составляет около 420 мм. Основная часть осадков выпадает в период с июня по август.
Ближайшие населённые пункты: село Когам — на западе, село Шошкалы — на юго-востоке, село Заураловка — на севере.

## Население
В 1989 году население села составляло 1041 человек (из них казахи — 34 %, русские — 31 %).
В 1999 году население села составляло 639 человек (332 мужчины и 307 женщин). По данным переписи 2009 года, в селе проживало 480 
человек (240 мужчин и 240 женщин).
| Численность населения | Численность населения | Численность населения |
| 1989                  | 1999                  | 2009                  |
| --------------------- | --------------------- | --------------------- |
| 1041                  | ↘639                  | ↘480                  |

## Улицы[6]
- ул. Абылай хана
- ул. Баймырза
- ул. Биржан сала
- ул. Габдуллина
- ул. Досова
- ул. Интернациональная
- ул. Сакена Сейфуллина
- ул. Шокана Уалиханова